# Giro di Romagna 1976
Il Giro di Romagna 1976, cinquantunesima edizione della corsa, si svolse il 1º maggio 1976 su un percorso di 230 km. La vittoria fu appannaggio dell'italiano Gianbattista Baronchelli, che completò il percorso in 5h45'00", precedendo i connazionali Walter Riccomi e Gianni Di Lorenzo.

## Ordine d'arrivo (Top 10)
| Pos. | Corridore                | Squadra           | Tempo    |
| ---- | ------------------------ | ----------------- | -------- |
| 1    | Gianbattista Baronchelli | Scic-Colnago      | 5h45'00" |
| 2    | Walter Riccomi           | Scic-Colnago      | s.t.     |
| 3    | Gianni Di Lorenzo        | Magniflex-Torpado | a 3'36"  |
| 4    | Arnaldo Caverzasi        | Scic-Colnago      | a 3'37"  |
| 5    | Armando Lora             | Magniflex-Torpado | s.t.     |
| 6    | Mauro Simonetti          | Sanson            | a 7'35"  |
| 7    | Mauro Vannucchi          | Magniflex-Torpado | s.t.     |
| 8    | Bruce Biddle             | Cuneo-Bonetto     | s.t.     |
| 9    | Antonio Salutini         | Zonca-Santini     | s.t.     |
| 10   | Donato Giuliani          | Jollj Ceramica    | s.t.     |